# Щётка для волос

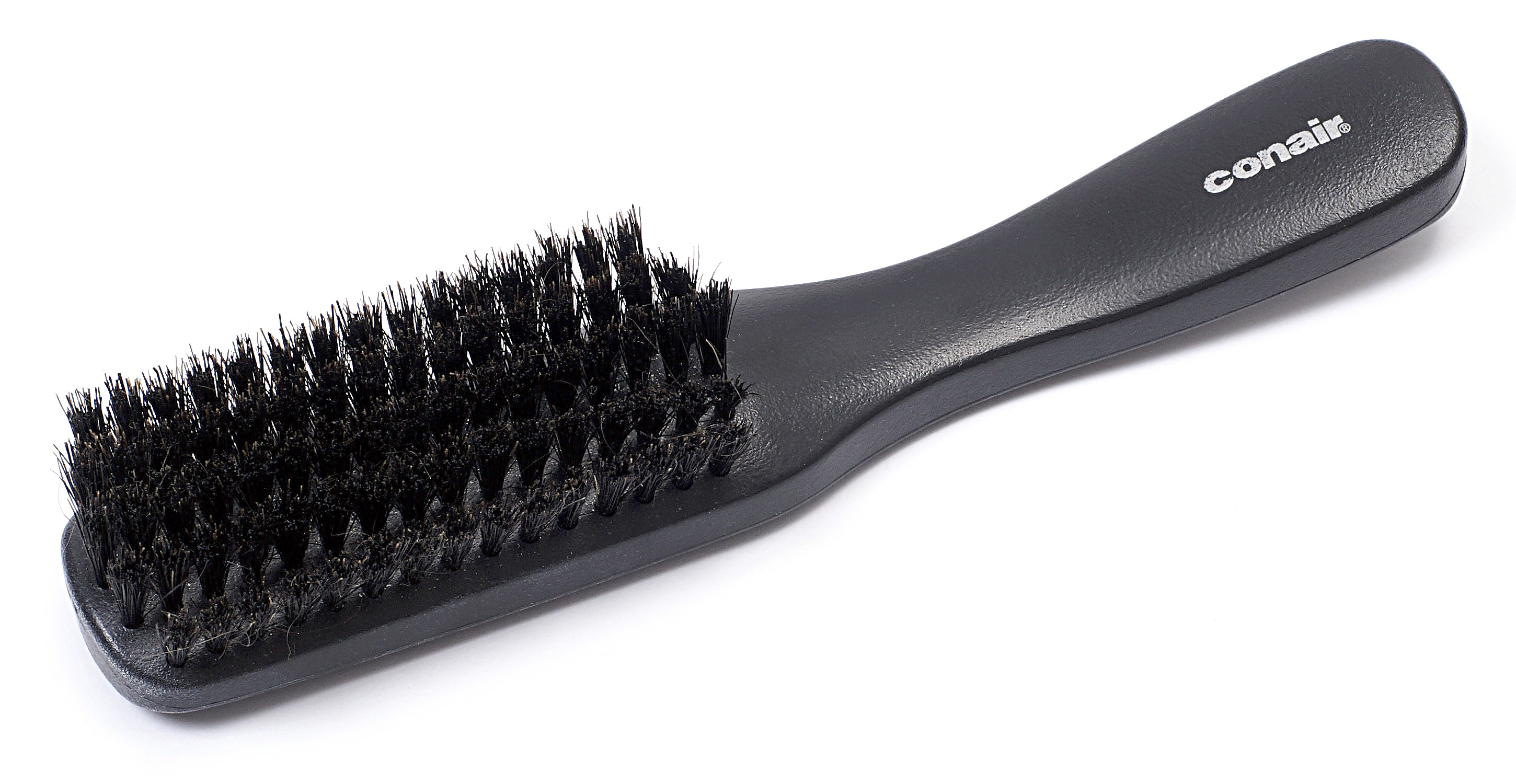
Один из вариантов современной щётки для волос

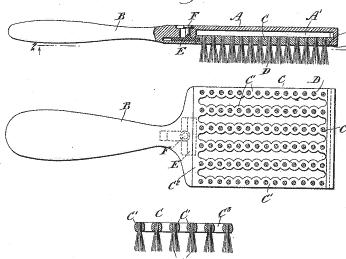
Щётка Лиды Ньюман

Щётка для волос — разновидность щётки с жёсткой или мягкой щетиной, предназначенная для сглаживания, распутывания или причёсывания человеческих либо животных волос. Существует множество разнообразных типов подобных щёток, различающихся как формой (круглые, плоские, овальные) и материалами, из которых изготовлены их ручки, так и назначением (например, щётки для разных типов волос). Сейчас большая часть ручек для подобных щёток изготавливается из пластика или дерева, но в прошлом они могли делаться из металла или слоновой кости. Материалами для изготовления щёточных волос могут быть как щетина животных (например, свиней и лошадей), так и нейлон, а в некоторых случаях и нержавеющая сталь.
Первые щётки датируются около 8000 г. до н.э. и были найдены в Сирии.
Щетка получила распространение в XVIII веке. В Викторианскую эпоху мужские щетки не имели ручек и назывались «армейскими»; они продовались парами, чтобы можно было расчесывать волосы одновременно по обе стороны пробора.
Считается, что первый прообраз современной щётки для волос был запатентован в США изобретателем Хью Роком в 1854 году; в 1870 году патент на несколько изменённый её вариант получил Сэмюэль Файри. Наиболее близкая к современным образцам щётка для волос была запатентована в 1898 году изобретательницей Лидой Ньюман; эта щётка, значительно облегчающая распутывание волос, была отмечена несколькими наградами.
С 1905 до Первой Мировой войны применялись электрические щётки.